# Kinesisk sötvattensmanet
Kinesisk sötvatensmanet (Craspedacusta sowerbyi) är en nässeldjursart som beskrevs av Edwin Ray Lankester 1880. Craspedacusta sowerbyi ingår i släktet Craspedacusta och familjen Olindiasidae. Inga underarter finns listade i Catalogue of Life.

## Bildgalleri

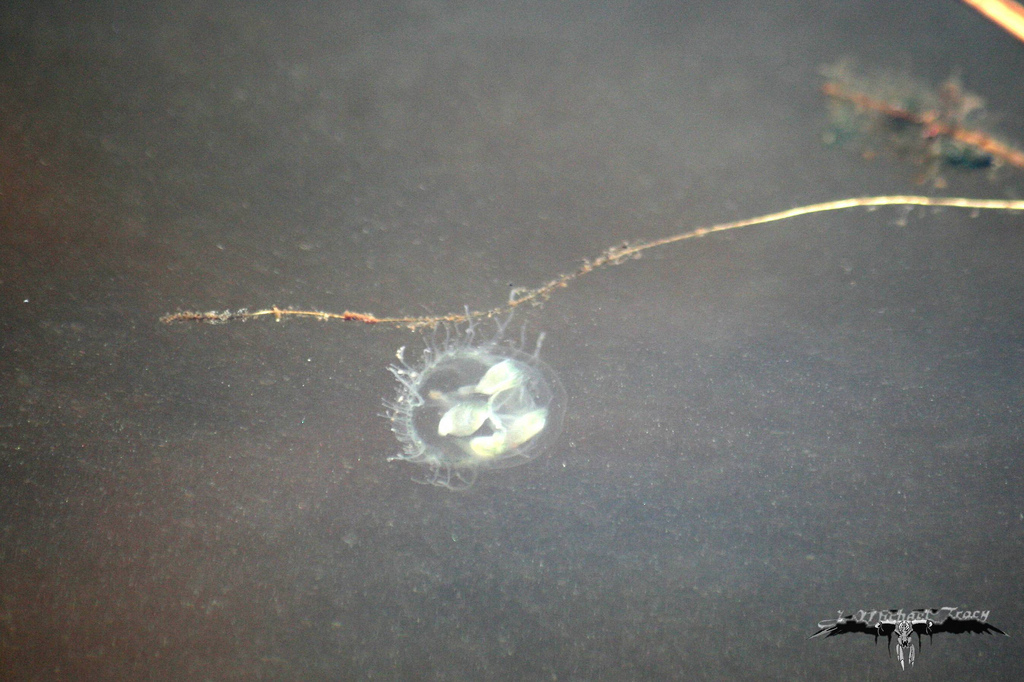
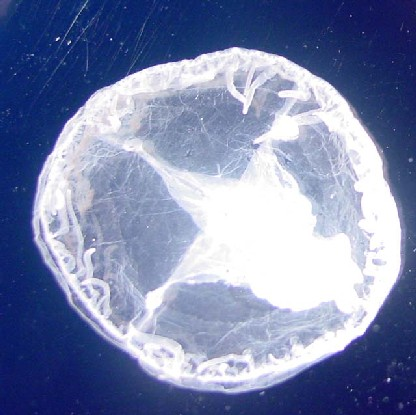